# Abraham van Armenië
Abraham van Armenië (Armeens: Աբրահամ վան Հայաստան) was een priester uit Armenië en een lid van de Martelaren van Leoninus uit de 5de eeuw. In de Armeense Kerk wordt hij aanzien als een heilige.
Evenals zijn leraren werd hij gemarteld, maar werd uiteindelijk wel vrijgelaten. Na deze gebeurtenis was hij hevig verzwakt en nam hij zich voor om als kluizenaar te gaan leven. Dat bleef hij tot zijn dood.
Zijn feestdag valt op 20 december.